# ザメディアジョン
株式会社ザメディアジョンは、広島県広島市に本社を置く出版社。

## 概要
企業の新卒採用を支援する人財マーケティング事業と、地域特化型雑誌の発行や編集プロダクション業務を軸とするメディアマーケティング事業の2つの事業を中心に活動を展開している企業。
メディアミックスを手法に取り入れた業務も行う。
社名の「ザメディアジョン」は、会社創成期に「ザテレビジョン広島編集室」として中国・四国地方版の委託編集を行っていたことが起源であり、当初の社名のロゴタイプもザテレビジョン（週刊版）のものを元にしていた。いずれも角川書店の了承を得ての使用だった。その後ロゴタイプは独自のものに改めている。

## 事業内容
- 人財マーケティング事業 
  - 企業への新卒採用コンサルティング業務
  - 学生への就職サポート業務
- メディアマーケティング事業 
  - 出版（単行本、ムック、雑誌、タウン情報誌等）事業
  - 編集プロダクション業務（ザテレビジョン、JTBるるぶFREE等）
  - 媒体（テレビ、ラジオ、新聞等）を活用した広報・宣伝、販売促進事業及び広告代理業務
  - イベントの企画及び運営
  - SP（セールスプロモーション）及び調査研究、コンサルタント業務（地域活性化、企業活性化）

## 拠点
- 広島本社　広島市西区横川町2-5-15
- 東京本部　東京都品川区西五反田1-17-6-3F
- 大阪支社
- 名古屋支社

## 沿革
- 1987年 - 創業
- 1990年7月 - 株式会社ザメディアジョン設立。「ダイヤモンド・ビッグ」と提携し人財マーケティング事業を開始。
- 1991年11月 - 中国地方初の大学・短大生向けのキャンパス情報誌「キャンパスマガジン」創刊
- 1992年1月 - 岡山営業所を開設
- 1993年6月 - 「ブライダルガイド」（現在の「ブライズデイウエディング」）創刊
- 1996年4月 - 「中四国大企業博」を中四国で初開催　20,000人を動員
- 1998年3月 - 山口営業所（現在の山口支社）を山口市に開設
- 1999年11月 - 「月刊タウン情報やまぐち」創刊
- 2001年9月 - 東京本部を東京都品川区に開設
- 2004年4月 -  大阪市北区に関西営業所（現在の大阪支社）を開設
- 2004年11月 - 「月刊・松下村塾」を全国発売
- 2006年4月 - 名古屋支社を名古屋市中区に開設
- 2009年1月 - 本社を広島市西区横川町に移転
- 2021年1月 - 広島市の住宅リフォーム会社「マエダハウジング」に全株を譲渡。同社のグループ傘下となる。同年4月、人材サービス部門を「株式会社ザメディアジョンHR」として子会社分離とする。

## 主な展開メディア
雑誌・書籍を主とするもの
- 広島グルメガイド・山口グルメガイド - 広島・山口両県のグルメ情報誌
- ブライズデイウエディング - 広島・山口地区のブライダル情報誌
- ザテレビジョン広島版 - 地域ページの編集を受託

ウェブサイト
- 人事.com - 新卒採用における就職活動をする学生向けの就職情報サイト）
- 鍼灸マッサージ.com - 新卒採用の就職情報サイトであり、鍼灸の新卒採用に特化したサイト

## 歴史関係の書籍など
- 人間魚雷 回天
- 月刊 松下村塾
- 大和ミュージアム（呉市海事歴史科学館／ガイドブック）

## 主要取引先
- 角川書店
- 毎日新聞
- 中国新聞社